# Чемпіонат України з футзалу серед жінок 2014—2015
Чемпіонат України з футзалу серед жінок 2014—2015 — 21-й чемпіонат України, в якому переможцем стала коцюбинська «Біличанка-НПУ» під керівництвом В. В. Колтка.

## Учасники
Порівняно з попереднім чемпіонатом команд стало менше, а саме 7. Була представлена північна, центральна і східна Україна.
| - «Біличанка-НПУ» (смт. Коцюбинське, Київська область) - «Злагода» (Дніпропетровськ) - «IMS-НУХТ» (Київ) - «Merry Land-КДЮСШ 8» (Харків) | - «Надія-ДЮСШ» (м. Гребінка, Полтавська область) - «Ніка-ПНПУ» (Полтава) - «УАБС-НБУ» (Суми) |

## Регіональний розподіл
| Регіон                   | Кіл-ть команд | Команди               |
| ------------------------ | ------------- | --------------------- |
| Полтавська область       | 2             | Ніка-ПНПУ, Надія-ДЮСШ |
| Дніпропетровська область | 1             | Злагода               |
| Київ                     | 1             | IMS-НУХТ              |
| Київська область         | 1             | Біличанка-НПУ         |
| Сумська область          | 1             | УАБС-НБУ              |
| Харківська область       | 1             | Merry Land-КДЮСШ 8    |

## Підсумкова таблиця
| М | Команда                     | І  | В  | Н | П  | РМ     | О  |
| - | --------------------------- | -- | -- | - | -- | ------ | -- |
|   | «Біличанка-НПУ» Коцюбинське | 15 | 14 | 0 | 1  | 120−31 | 42 |
|   | «IMS-НУХТ» Київ             | 15 | 11 | 1 | 3  | 101−37 | 34 |
|   | «Ніка-ПНПУ» Полтава         | 15 | 8  | 1 | 6  | 67−57  | 25 |
| 4 | «Злагода» Дніпропетровськ   | 15 | 7  | 1 | 7  | 59−51  | 22 |
| 5 | «УАБС-НБУ» Суми             | 12 | 4  | 1 | 7  | 39−62  | 13 |
| 6 | «Merry Land-КДЮСШ 8» Харків | 12 | 1  | 0 | 11 | 12−84  | 3  |
| 7 | «Надія-ДЮСШ» Гребінка       | 12 | 1  | 0 | 11 | 20−96  | 3  |